# Sporting Clube de Espinho (nogomet)
Sporting Clube de Espinho je portugalsko športsko društvo iz grada Espinha na portugalskom sjeveru. Utemeljeno je 1914. godine. U sezoni 2019./20. klub igra u Campeonato de Portugal (3. rang), u Serie B.

## Klupski uspjesi
Nogometni klub je u sezoni 2004./05. igrao u portugalskoj 2. ligi, Ligi de Honri, iz koje je ispao kao 18.

## Hrvati u „Espinhu”
- Ivan Pudar

## Vanjske poveznice
- Službene stranice